# Базош-е-Сен-Тібо
Базош-е-Сен-Тібо (фр. Bazoches-et-Saint-Thibaut) — муніципалітет у Франції, у регіоні О-де-Франс, департамент Ена. Базош-е-Сен-Тібо утворено 1-1-2022 шляхом злиття муніципалітетів Базош-сюр-Вель i Сен-Тібо. Адміністративним центром муніципалітету є Базош-сюр-Вель. Населення — 524 особи (01.01.2021).